# 齊羅鎮區 (內布拉斯加州亞當斯縣)
齊羅鎮區（英語：Zero Township）是位於美國內布拉斯加州亞當斯縣的一個行政鎮區。

## 地方資料
齊羅鎮區的面積為93.65平方千米，當中陸地面積為93.61平方千米，而水域面積為0.04平方千米。根據2020年美國人口普查的數據，當地共有人口207人，而人口密度為每平方千米2.21人。